# Мухрада (район)
Мухрада (араб. منطقة محردة) — район (мінтака) у Сирії, входить до складу провінції Хама. Адміністративний центр — м. Мухрада.
Адміністративно поділяється на 3 нохії:
- Мухрада-Центр
- Керназ
- Кафр-Зіта

| Сирія | Це незавершена стаття з географії Сирії. Ви можете допомогти проєкту, виправивши або дописавши її. |